# عشق، فلفل و شیرینی
عشق، فلفل و شیرینی (انگلیسی: Love, Pepper and Sweets) یک فیلم کمدی صامت کوتاه آمریکایی است که در سال ۱۹۱۵ منتشر شد. از بازیگران این فیلم می‌توان به اولیور هاردی، اتل برتون و بیلی روژ اشاره کرد.